# Хэндлер, Рут
Рут Марианна Хэндлер (англ. Ruth Marianna Handler, урождённая Москович, англ. Moskowicz, 4 ноября 1916, Денвер, Колорадо, США — 27 апреля 2002, Лос-Анджелес, Калифорния, США) — американская предпринимательница, президент компании Mattel, создательница куклы Барби.

## Биография
Рут Москович родилась 4 ноября 1916 года в Денвере. Была последним десятым ребёнком в семье польско-еврейских эмигрантов Якоба и Иды Московичей. Спустя шесть месяцев после рождения Рут Иде была сделана операция на жёлчном пузыре, из-за чего она не могла заботиться о дочери. Девочку воспитывали старшая дочь Иды Сара и муж Сары Луи Гринвальд. С десяти лет Рут работала в его аптеке.
26 июня 1938 года Москович вышла замуж за Эллиота Хэндлера. В 1945 году супруги совместно с другом Эллиота Мэтсоном Гарольдом основали в гараже компанию по производству рамок для фотографий, назвав её Mattel. Позднее бизнес развивался благодаря производству музыкальных игрушек и мебели для кукольных домиков.
В 1959 году фирма представила куклу Барби, придуманную Рут. Игрушка была названа в честь Барбары Хэндлер, дочери Рут и Эллиота. Поначалу она крайне плохо продавалась и вызывала резкую критику за свои откровенно женские формы. Тем не менее вскоре кукла получила необычную популярность; уже в 1965 году выручка от её продаж составила 100 миллионов долларов. Вскоре был создан Кен, кукольный друг Барби. Его назвали в честь брата Барбары Кеннета (ум. 1996).
В 1975 году Эллиот и Рут Хэндлеры покинули Mattel. Рут умерла 27 апреля 2002 года в Лос-Анджелесе из-за осложнений после операции на кишечнике.